# Archidiakonat warszawski

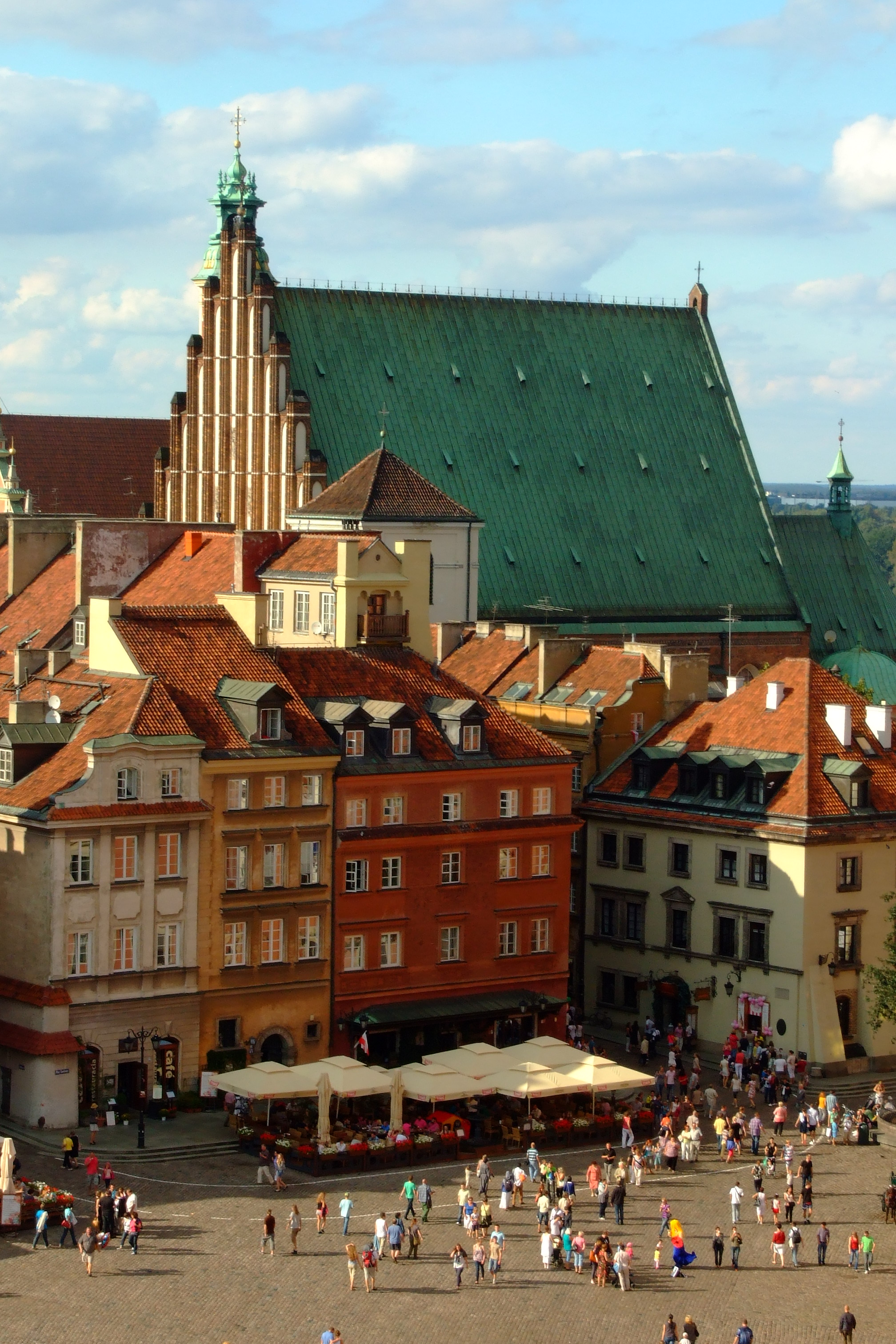
Dawna kolegiata warszawska, obecnie katedra

Archidiakonat warszawski, archidiakonat czerski (łac. archidiaconatus varsaviensis) – jeden z czterech historycznych archidiakonatów diecezji poznańskiej Kościoła katolickiego w Polsce w okresie przedrozbiorowym.

## Historia
Diecezja poznańska powołana w 968 roku jako pierwsza w historii Kościoła katolickiego w Polsce początkowo obejmowała obszar całego państwa Mieszka I. W roku 1000 erygowano kolejne diecezje na czele z archidiecezją gnieźnieńską, wskutek czego dokonano podziału dotychczasowego terytorium. Być może już wtedy całość lub część Mazowsza pozostawiono pod władzą biskupów poznańskich. W 1075 roku dokonano odnowy struktur administracyjnych Kościoła, powołując m.in. biskupstwo w Płocku oraz ustanawiając rok później kolegiatę w Grójcu przynależącą do diecezji poznańskiej. Przed 1252 roku kolegiatę przeniesiono do Czerska, który stał się siedzibą archidiakona. W 1298 roku bp Andrzej Zaremba dokonał podziału diecezji na cztery archidiakonaty, włączając w struktury funkcjonujący już archidiakonat czerski. W 1402 roku na mocy bulli Bonifacego IX Humilibus et honestis kapituła kolegiacka została przeniesione do kościoła św. Jana w Warszawie. W 1406 roku za rządów bp. Wojciecha Jastrzębca kościół został podniesiony do rangi kolegiaty i stał się siedzibą archidiakona. W XV wieku do archidiakonatu przynależało dziesięć dekanatów: błoński, garwoliński, gąbiński, grójecki, latowicki, liwski, mszczonowski, piaseczyński, sochaczewski, warecki. Od połowy XVII wieku w związku z przeniesieniem stolicy biskupi poznańscy rezydowali w Warszawie. W 1678 roku powołano w Warszawie osobne seminarium duchowne.
Po II rozbiorze decyzją papieża Piusa VI z 1794 roku archidiakonat został objęty zwierzchnictwem arcybiskupów gnieźnieńskich. Ostateczny rozbiór Rzeczypospolitej wymusił podjęcie istotnych zmian w funkcjonowaniu Kościoła katolickiego w Polsce. W 1798 roku ustanowiono diecezję warszawską, znosząc tym samym archidiakonat warszawski.

## Archidiakoni warszawscy
Początkowo zgodnie z prawem kościelnym archidiakoni byli pełnoprawnymi administratorami podległego sobie terytorium, których bezpośrednim zwierzchnikiem był biskup. Od czasów soboru trydenckiego rola archidiakonów została ograniczona na rzecz oficjałów generalnych i wikariuszy in spiritualibus, niemniej jednak w imieniu biskupa wciąż przeprowadzali oni wizytacje parafii. Od 1362 roku archidiakoni warszawscy zasiadali w kapitule katedralnej poznańskiej, a później również w kapitule kolegiackiej warszawskiej. Patronami archidiakonów byli książęta mazowieccy, a następnie królowie. Po likwidacji archidiakonatu warszawskiego tytuł archidiakona jako honorowy otrzymywał jeden z kanoników kapituły katedralnej warszawskiej.
- 1253 Teofil
- 1267 Wiktor
- 1287-1312 Radoń
- 1356-1358 Marcin
- 1360-1363 Dytryk (Teodoryk) Pradel
- 1373-1377 Wojciech
- 1380-1385 Mikołaj[6]
- 1405-1430 Jałbrzyk (Alberyk) z Modlny
- 1431-1434 Mikołaj z Drzewicy (Drzewicki)
- 1434-1452 Jan z Drzewicy
- 1452-1478 Mikołaj z Raszyna
- 1479-1507 Mikołaj z Mniszewa (Mniszewski)
- 1507-1508 Piotr Sosnkowski
- 1508-1523 Jan Mrokowski
- 1524-1538 Paweł Trąbski[7]
- 1538-1540 Jan Łaski
- 1540-1546 Maciej z Jeżowa
- 1546-1547 Andrzej de Valentinis z Mutyny
- 1547-1559 Jakub Uchański
- 1559-1569 Jan Makowiecki
- 1569-1572 Franciszek Krasiński[8]
- 1572-1600 Stanisław Fogelweder
- 1600-1606 Jakub Holst
- 1606-1614 Jan Kuczborski
- 1614-1616 Jan Wężyk
- 1616-1631 Paweł Piasecki
- 1631-1640 Jan Wierzbięta-Doruchowski
- 1641-1649 Piotr Mieszkowski
- 1649-1659 Adam Koss
- 1659-1663 Mikołaj Goski
- 1663-1696 Stanisław Święcicki
- 1698–1715 Stefan Rupniewski[9]
- 1715-1731 Michał Wężyk
- 1731-1739 Jan Humański
- 1739-1741 Mikołaj Dembowski
- 1742-1759 Antoni Grzegorzewski
- 1759-1784 Krzysztof Hilary Szembek
- 1784-1797 Onufry Kajetan Szembek[6]